# Nambuhan
Nambuhan is een bestuurslaag in het regentschap Grobogan van de provincie Midden-Java, Indonesië. Nambuhan telt 7604 inwoners (volkstelling 2010).